# Suzan Denise Hüttemann
Suzan Denise Hüttemann (* 1984 in Münster) ist eine deutsche Juristin.

## Leben
Von 2001 bis 2006 studierte sie Rechtswissenschaft an der Bucerius Law School in Hamburg und der University of Cambridge. Nach dem ersten juristischen Staatsexamen 2006 absolvierte sie von 2006 bis 2010 ein Promotionsstudium am Europäischen Hochschulinstitut in Florenz bei Neil Walker. Nach dem Referendariat von 2010 bis 2012 mit Stationen unter anderem bei der Europäischen Kommission in Brüssel und der Außenhandelskammer in Istanbul legte sie 2012 das zweite juristische Staatsexamen ab. Ab 2012 war sie Rechtsanwältin bzw. Of Counsel in der Sozietät Redeker Sellner Dahs in Bonn im Bereich des Wirtschaftsstrafrechts. Von 2015 bis 2016 war sie wissenschaftliche Assistentin an der Universität Zürich bei Frank Meyer. Von 2016 bis 2021 war sie Juniorprofessorin für Strafrecht an der Universität Mannheim. Seit 2022 ist sie Inhaberin der Professur für Deutsches, Europäisches und Internationales Strafrecht, Strafprozessrecht sowie Wirtschaftsstrafrecht an der Leuphana Universität Lüneburg in Kooperation mit der Helmut-Schmidt-Universität in Hamburg.

## Schriften (Auswahl)
- Principles and perspectives of European criminal procedure. Florence 2012.